# Pokostivka (Vîsoka Pici), Jîtomîr
Pokostivka (în ucraineană Покостівка) este un sat în comuna Vîsoka Pici din raionul Jîtomîr, regiunea Jîtomîr, Ucraina.

## Demografie
Componența lingvistică a localității Pokostivka
     Ucraineană (98,41%)
     Rusă (1,59%)
Conform recensământului din 2001, majoritatea populației localității Pokostivka era vorbitoare de ucraineană (98,41%), existând în minoritate și vorbitori de rusă (1,59%).